# Jérôme Napoleon Bonaparte

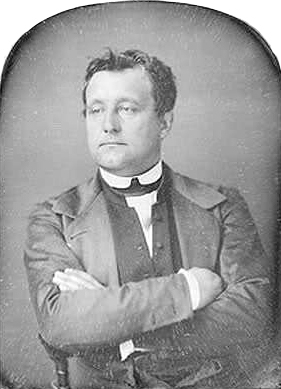
Jérôme Napoleon Bonaparte

Jérôme Napoleon Bonaparte (Camberwell, 7 juli 1805 - Baltimore, 17 juni 1870) was een zoon van Jérôme Bonaparte en Elizabeth Patterson, en was een neef van keizer Napoleon I.
Hij werd geboren in Camberwell Grove, Camberwell, Londen, Engeland, maar hij leefde in de Verenigde Staten met zijn moeder. Haar huwelijk was ongeldig verklaard op last van de Franse keizer. Met die ongeldigverklaring verviel ook het recht de naam Bonaparte te dragen. Die beslissing werd later door keizer Napoleon III weer teruggedraaid.
Hij trouwde met Susan May Williams. Uit dit huwelijk stamt de Amerikaanse tak van de familie Bonaparte. Ze hadden twee zoons:
- Charles Joseph Bonaparte
- Jérôme Napoleon Bonaparte II

Jérôme Napoleon Bonaparte overleed in Baltimore, Maryland en is begraven op Loudon Park Cemetery, Baltimore.
- Gemeinsame Normdatei: 136625193
- International Standard Name Identifier: 0000 0000 5559 4994
- Library of Congress Control Number: n98043978
- SNAC: w6698c1t
- Virtual International Authority File: 73168627
- WorldCat: E39PBJwhwMGpVRF6kxjp87pVmd